# Alison Bales
Pour les articles homonymes, voir Bales.
Alison Bales, née le 4 avril 1985 à Indianapolis est une joueuse américaine de basket-ball.
Le 10 avril 2012, elle annonce sa retraite sportive pour reprendre des études de médecine.

## Formation
À 5 ans, sa famille quitte sa ville natale d'Indianapolis (Indiana) pour Beavercreek (Ohio). Elle joue au lycée de Beavercreek, étant nommée WBCA All-American en 2003, où elle marque trois points.
Elle s'engage à l'Université Duke avec Blue Devils. Au poste de pivot, elle décroche le record de tirs contrés de l'université et troisième marque de l'histoire de la NCAA. Au tournoi final de 2006, elle établit un record de 30 contres en six matches (défaite finale de Duke face à Maryland), record battu en 2010 par la joueuse de Baylor Brittney Griner. Bales est diplômée de Duke avec deux maîtrises (anthropologie culturelle et biologie).

## En WNBA
Le jour de son anniversaire, Alison Bales est draftée en neuvième position par le Fever de l'Indiana lors de la Draft WNBA 2007. Après une saison et demie avec Indiana, elle est échangée avec le Dream d'Atlanta contre Kristen Mann le 4 juillet 2008. À la fin de cette saison, elle est transférée au Mercury de Phoenix le 21 janvier 2009 contre le 18e choix de la Draft WNBA 2009, puis renvoyée aux Phoenix Mercury le 4 juin 2009. Non conservée, elle revient aux Dream l'année suivante.
En moyenne, elle compile 3,8 points et 4,0 rebonds par rencontre.

## À l'étranger
Elle joue pour le Dynamo Moscou pendant l'hiver 2007-2008, puis le Samsun Basketbol Kulübü (SBK) dans la ligue turque en 2008-09. Pour la saison 2010-2011, elle rejoint en France le club de Union Hainaut Basket en France.